# Eau de Gaga
Eau de Gaga è la seconda fragranza dalla cantante statunitense Lady Gaga. L'annuncio e i dettagli della fragranza sono stati annunciati sul suo sito Haus Laboratories. Le note della fragranza sono viola bianca, lime, e pelle, ed è adatto sia per gli uomini che per le donne.
Secondo la Washington Jewish Week, Eau de Gaga è stato il decimo profumo più venduto del 2014, con un fatturato stimato di 23.000 unità.

## Altri prodotti
- 75 ml/ 2.5 oz
- 50 ml/ 1.7 oz
- 30 ml/ 1.0 oz
- 15 ml/
- Lozione per il corpo 75 ml/ 2.5 oz e 200 ml/ 6.7 oz
- Gel per la doccia 75 ml/ 2.5 oz e 200 ml/ 6.7 oz

## Sviluppo
Nel mese di agosto 2014, attraverso i social network, Lady Gaga ha annunciato che il suo secondo profumo della Haus Laboratories in collaborazione con Coty, Inc. è chiamato Eau De Gaga. Ha anche rivelato la prima immagine promozionale del servizio fotografico in cui la cantante appare insieme a molti uomini seminudi; questo rappresenta come la fragranza possa essere usata da entrambi i sessi. La campagna pubblicitaria è stata diretta e fotografata da Steven Klein, che aveva lavorato anche con il suo primo profumo, Lady Gaga Fame. 
È stato commercializzato nel mese di settembre in Italia, Francia, Polonia, Germania, Regno Unito, Spagna e altri paesi europei. In Asia, Oceania, Russia, Danimarca e anche in alcuni paesi europei è stato immesso invece sul mercato nel mese di novembre. Negli Stati Uniti e in Canada, Eau de Gaga è arrivato nei negozi il 15 gennaio 2015.

## Profumo e confezione
La bottiglia di Eau de Gaga è nera allo scopo di simulare l'estetica sia maschile che femminile, ed è confezionata in una scatola rossa rettangolare. Nella parte anteriore della scatola si legge "Eau de Gaga: Parigi New York 001". Il 001 riferisce che questo profumo è il primo di tutta la collezione, che è ancora da continuare. C'è anche una crema per il corpo e un gel per la doccia che viene venduto separatamente dal profumo. Le bottiglie sia per la lozione che per il corpo e gel doccia sono sottili ed entrambi hanno lo stesso disegno della scatola come la fragranza. La fragranza è disponibile in 15ml, 30ml, 50ml e 75ml. Sia la lozione per il corpo e il gel per la doccia da 75ml e 200ml. 

## Distribuzione e promozione
Nel mese di agosto 2014, Gaga ha presentato la prima immagine promozionale per la fragranza. Essa mostra la cantante in un abito lungo con ampi spacchi laterali distesa su molti uomini seminudi. Questo rappresenta che il profumo è adatto sia per gli uomini che per le donne. In seguito, il manifesto ufficiale è stato rivelato da Gaga tramite i suoi social network. Il 19 settembre 2014, è uscito un video commerciale, dove Gaga  appare con lunghi capelli biondi e un abito scollato, in cima a una pila di modelli maschili a torso nudo, mentre il suo duetto con Tony Bennett, I Can't Give You Anything But Love si sente in sottofondo. Il video in bianco e nero è lungo un minuto ed è stato girato e diretto da Steven Klein. 